# Niehl (Köln)
Niehl (kölsch: Nehl) ist ein linksrheinischer, nördlicher Stadtteil von Köln.

## Lage
Niehl grenzt im Osten an den Rhein, im Süden an Riehl und Nippes, im Westen an Weidenpesch und Longerich und im Norden an Fühlingen und Merkenich.

## Geschichte
Der alte Ortskern Niehls liegt an der Stelle, wo die römische Straße von Novaesium (Neuss) nach CCAA (Köln) – die heutige Niehler Straße – auf das Rheinufer trifft. Niehl wurde erstmals im Jahr 927 erwähnt. Seit dem 11. Jahrhundert besaß das Kunibertstift in Köln die Pfarrhoheit über den Ort. Politisch gehörte das ehemalige Bauern- und Fischerdorf Niehl zur Grafschaft bzw. zum Amt Hülchrath im Kurfürstentum Köln. 1794 wurde Niehl von französischen Revolutionstruppen besetzt und der Ort wurde ein Teil der Mairie Longerich im Kanton Weiden im Arrondissement Cologne im Département de la Roer. 1815 kam Niehl an das Königreich Preußen und an die Bürgermeisterei Longerich im Landkreis Köln. Die Eingemeindung nach Köln erfolgte am 1. April
 1888. Mit der Gebietsreform in Nordrhein-Westfalen von 1975 wurde Niehl Stadtteil im Stadtbezirk Nippes.
Bis zum 20. Jahrhundert war Niehl ein Fischerdorf, dann erfolgte nördlich des Dorfes die Ansiedlung einiger Großbetriebe. Zu diesen gehörten vor allem die am 28. Oktober 1929 hier gegründeten und von Berlin verlagerten Ford-Werke in Deutschland. Ein Industrie-Park sorgt für die Ersatzteillieferung für die Automobil-Produktion.
Den Industrieansiedlungen im Norden des Stadtteils entsprach eine zunehmende Wohnbebauung im Süden und Westen. In diese beiden Richtungen ist Niehl mit den Nachbarstadtteilen Riehl, Nippes und Weidenpesch übergangslos zusammengewachsen.

## Bevölkerungsstatistik
Struktur der Bevölkerung von Köln-Niehl (2021):
- Durchschnittsalter der Bevölkerung: 42,8 Jahre (Kölner Durchschnitt: 41,4 Jahre)
- Ausländeranteil: 23,1 % (Kölner Durchschnitt: 19,3 %)
- Arbeitslosenquote: 8,6 % (Kölner Durchschnitt: 8,6 %)

## Wirtschaft und Infrastruktur

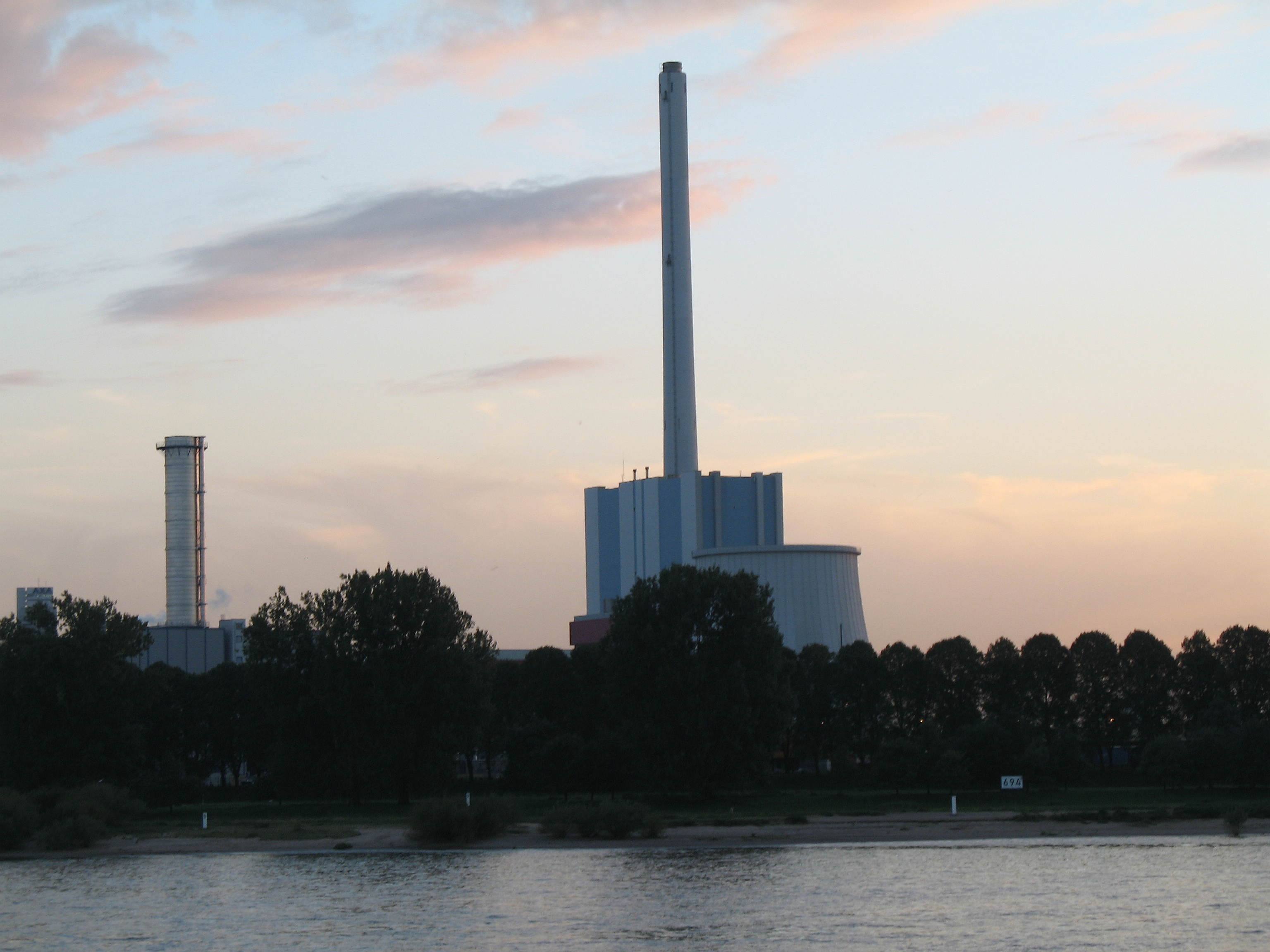
Heizkraftwerk Niehl bei Sonnenuntergang

Köln-Niehl, Sebastianstr.

### Industrie
Die Ford-Werke beherbergen neben der Produktion die deutsche Hauptverwaltung und seit 1998 auch die von Ford of Europe. Darüber hinaus befinden sich im Stadtteil der größte der Kölner Rheinhäfen, Werke der Petrochemie, eine Müllverbrennungsanlage, das mit Erdgas als Brennstoff betriebene Heizkraftwerk Niehl und der Verlag M. DuMont Schauberg, dessen Druckbetrieb allerdings im Jahr 2023 eingestellt wurde. Der Stadtteil gilt als der wichtigste Industrie- und Gewerbeschwerpunkt der Stadt Köln.

### Markt
Donnerstags findet auf dem Parkplatz an der Waldfriedstraße ein Wochenmarkt statt.

### Verkehr
Der Hafen und das Industriegelände sind durch die Häfen und Güterverkehr Köln (HGK) an das Eisenbahnnetz angeschlossen. Hier befindet sich der für den Kombinierten Verkehr (KLV) benutzte Terminal Köln Nord.
Das Kölner Stadtbahnnetz schließt den Stadtteil von zwei Seiten aus an: Im Süden durch die Linie 16 auf der Amsterdamer Straße sowie an der südlichen Stadtteilgrenze auch die Linie 13 auf der Gürtel-Hochbahn und im Norden durch die Strecke von Weidenpesch entlang der Fordwerke bis nach Merkenich (Linie 12). Eine seit längerem gewünschte Verlängerung der südlichen Strecke bis zur nördlichen scheitert derzeit an der schlechten Finanzlage Kölns.
| Linie | Verlauf / Anmerkungen | Takt (Mo–Fr) |
| ----- | --- | ------------ |
| 12    | Merkenich – Niehl Nord – Weidenpesch – U Neusser Straße/Gürtel – U Florastraße – U Lohsestraße – U Ebertplatz – U Hansaring – U Christophstraße/Mediapark – U Friesenplatz – U Rudolfplatz – Zülpicher Platz – Barbarossaplatz – Zollstock | 10 min       |
| 13    | Sülzgürtel – Zülpicher Straße/Gürtel – Lindenthal – Aachener Str./Gürtel – Venloer Straße/Gürtel (Bf. Ehrenfeld) – U Geldernstraße/Parkgürtel – Neusser Straße/Gürtel – Riehl – U Mülheim Wiener Platz – U Bf. Mülheim – Buchheim – Holweide | 10 min       |
| 16    | Niehl – Amsterdamer Straße/Gürtel – U Reichenspergerplatz – U Ebertplatz – U Breslauer Platz/Hbf – U Dom/Hbf – U Appellhofplatz (Breite Straße) – U Neumarkt – Barbarossaplatz – Chlodwigplatz – Ubierring – Marienburg – Rodenkirchen – Sürth – Godorf – Wesseling Nord – Wesseling – Wesseling Süd – Urfeld – Widdig – Uedorf – Hersel – Tannenbusch Mitte – Tannenbusch Süd – Propsthof Nord – Bonn West – U Bonn Hbf – U Universität/Markt – U Juridicum – U Bundesrechnungshof/Auswärtiges Amt – U Museum Koenig – U Heussallee/Museumsmeile – Ollenhauerstraße – Olof-Palme-Allee – Max-Löbner-Straße/Friesdorf – Hochkreuz/Deutsches Museum Bonn – U Wurzerstraße – U Plittersdorfer Straße – U Bonn-Bad Godesberg Bf – U Bad Godesberg Stadthalle | 10 min       |

Niehl ist durch eine vier- bis sechsspurige Zubringerstraße an die Anschlussstelle 100 Köln-Niehl der A 1 angebunden. In das Stadtzentrum führen die ebenfalls vierspurigen Ausfallstraßen Boltensternstraße und Amsterdamer Straße.
Im Süden des Stadtteils gibt es die Möglichkeit, über die Mülheimer Brücke auf das rechte Rheinufer zu gelangen.

### Religion
Die katholischen Kirchen St. Katharina an der Sebastianstraße, Alt St. Katharina (das „Niehler Dömchen“) an der Ecke Sebastianstraße / Niehler Damm und St. Clemens an der Friedrich-Karl-Straße gehören zum Seelsorgebereich Mauenheim/Niehl/Weidenpesch im Dekanat Köln-Nippes.
Die ehemals katholische Kirche St. Christophorus ist an die Armenische Kirche verpachtet; hier residiert auch der Armenische Bischof Karekin Bekdjian für Deutschland.
Die 2023 entwidmete evangelische Petrikirche befindet sich an der Schlenderhaner Straße.
Die Ahmadiyya Muslim Jamaat betreibt mit dem Bait un-Nasir seit 1985 in einem umgebauten gewerblichen Bauobjekt in der Eichhornstraße ein islamisches Gemeinde-Zentrum.

### Schulen
Gemeinschaftsgrundschulen befinden sich in der Halfengasse und in der Nesselrodestraße. Zu den weiterführenden Schulen Kölns gehört das Erich Kästner-Gymnasium (früher schlicht Gymnasium Niehl genannt) in der Castroper Straße.

### Zukunftstechnologie im Wohnungsbau
In Köln-Niehl wurde bis 2009 eine neue Wohnsiedlung gebaut (50 m von der Kreuzung Amsterdamer Straße/Friedrich-Karl-Straße entfernt auf dem ehemaligen Gelände der Firma Siemens), in der die 383 Wohneinheiten (Einfamilienhäuser sowie Miet- und Eigentumswohnungen) für etwa 1000 Menschen fast ausschließlich mit Erdwärme versorgt werden. Es handelte sich um das zu diesem Zeitpunkt bundesweit größte Erdwärme-Wohnungsbauprojekt. Auf dem ehemaligen Industriegelände wurden bis zu 100 Meter tiefe Bohrungen für die Erdwärmesonden gebohrt, mit denen die Wärmepumpenheizungen gespeist werden.
Entlang der Königsberger Straße, begrenzt durch die Amsterdamer Straße und die Nesselrodestraße, liegt die stark sanierungsbedürftige Fordsiedlung. Die dreigeschossigen Häuserzeilen wurden in den 1950er Jahren für Arbeiter der Ford-Werke gebaut. Sie befinden sich heute im Besitz der Landesentwicklungsgesellschaft Nordrhein-Westfalen. Die Siedlung wird umfangreich saniert und zur Solarsiedlung umgewandelt.

### Karneval und Brauchtum
Der Kölner Karneval, die „Fünfte Jahreszeit“, wird auch in Niehl gefeiert. Wichtige Höhepunkte der Session sind die Proklamation der Niehler Tollitäten, die Eröffnung des Straßenkarnevals in Alt-Niehl sowie der Sonntagszug. Hauptverantwortlich für die Organisation ist die Interessengemeinschaft Niehler Karneval e. V., welche sich auch über den Karneval hinaus in den verschiedensten gesellschaftlichen Bereichen engagiert.

## Sehenswürdigkeiten

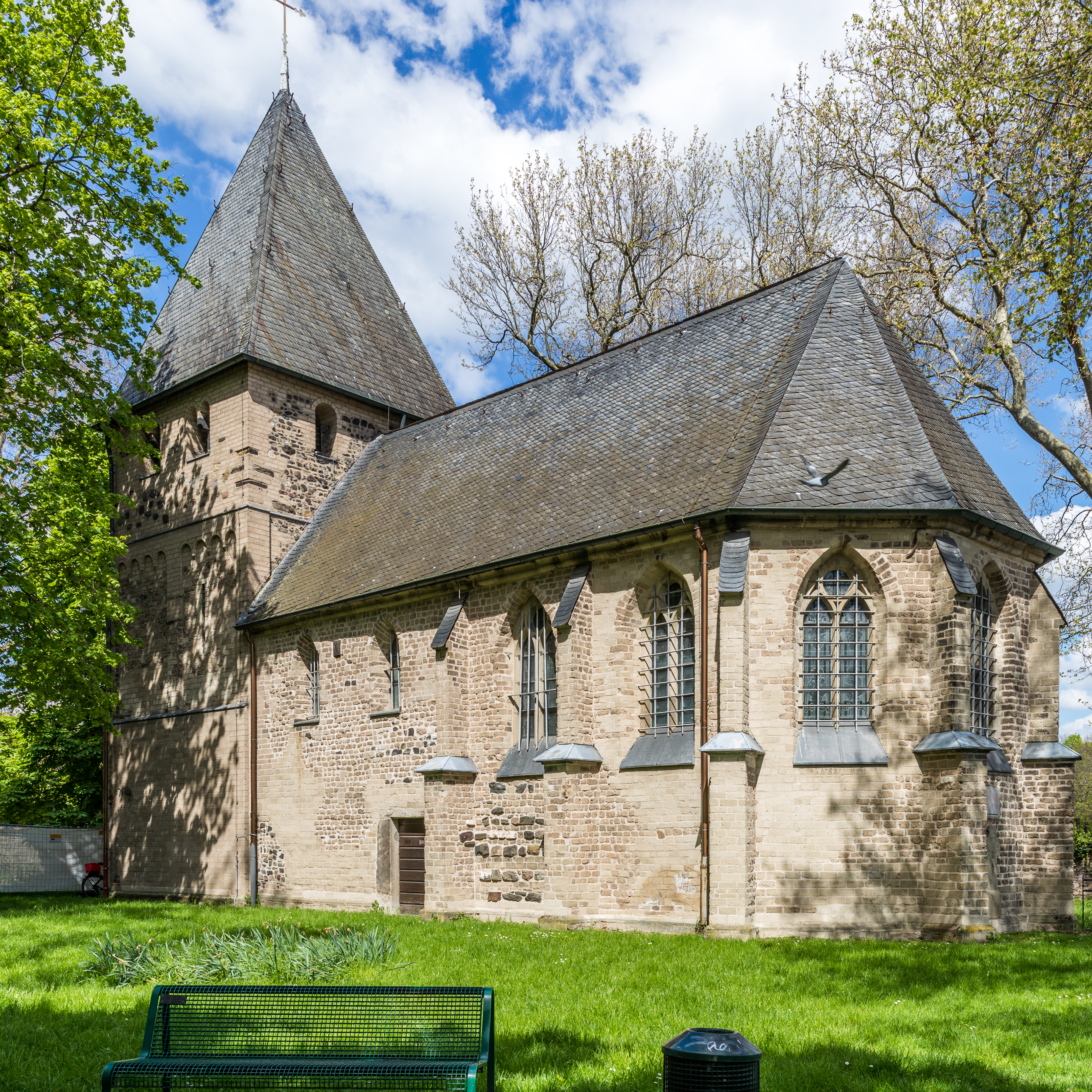
Alt St. Katharina zu Köln-Niehl, auch Niehler Dömchen genannt

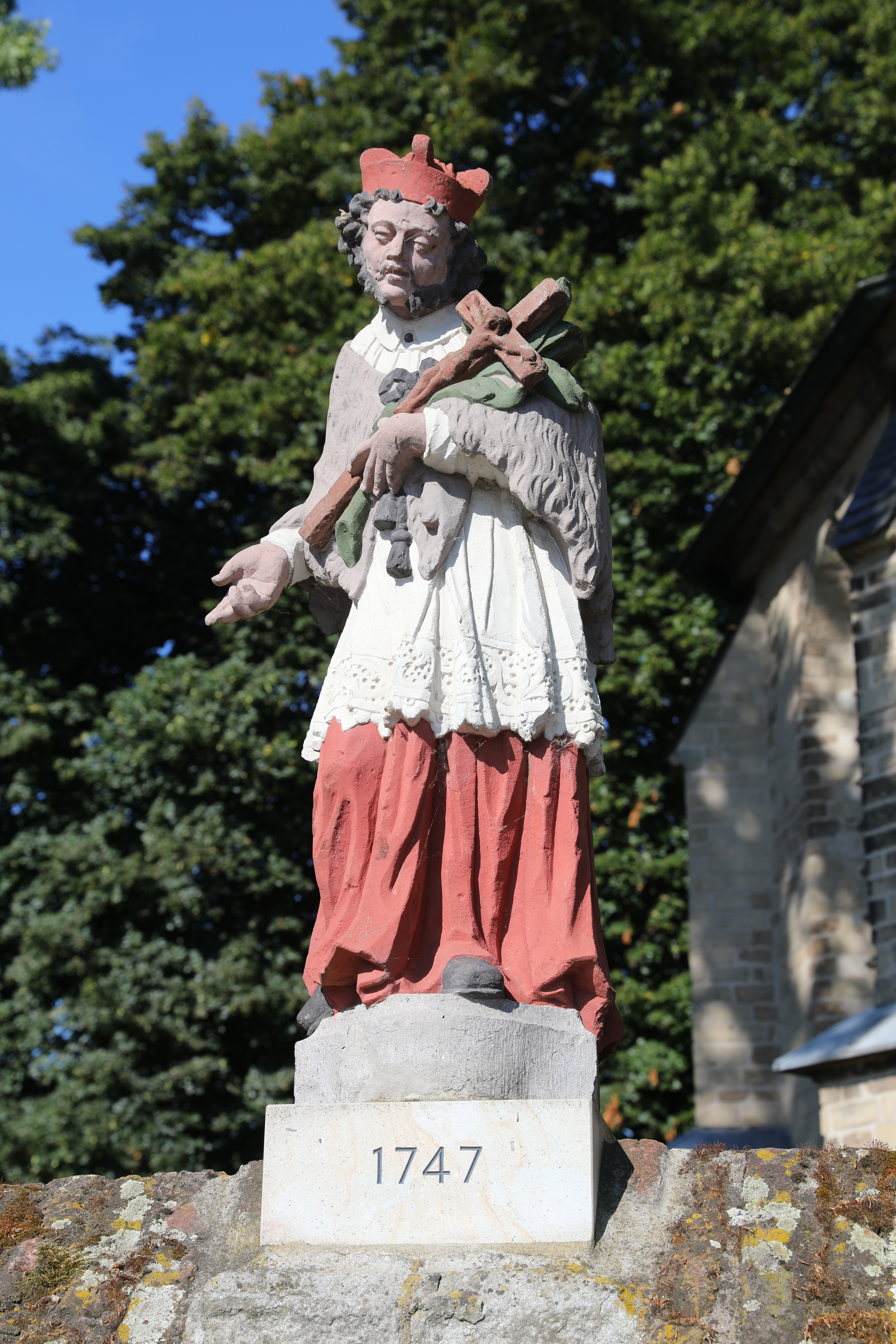
Nepomuk-Statue nach Restaurierung

Besonders sehenswert ist die 1260 geweihte Kirche Alt St. Katharina, deren romanischer Westturm, der vermutlich aus dem 12. Jahrhundert stammt, das älteste Bauwerk in Niehl ist. Die kleine Dorfkirche, auch „Niehler Dömchen“ genannt, wird deshalb vom Förderverein Romanische Kirchen Köln betreut. Erstmals erwähnt wird die „Capella“ in einer Urkunde von 1236 des Stifts St. Kunibert, an das sie abgabepflichtig war. Die ursprünglich dreischiffige Basilika wurde – bis auf den Turm – mehrmals umgebaut, so wurde bereits im 13. Jahrhundert das südliche Seitenschiff abgerissen zugunsten eines gotischen größeren Mittelschiffs mit Chor, das dann im 14. Jahrhundert eingewölbt wurde. Das nördliche Seitenschiff wurde 1894 auf den alten Fundamenten neu errichtet. – Die hochwassergefährdete Lage am Rhein machte 1747 den Bau eines Eisgangbrechers mit Mauer an der Kirche notwendig. Sie wurde durch eine Statue des Johann von Nepomuk mit ebendieser Jahreszahl gekrönt und beschützt. Die Kirche ist noch in Gebrauch und deshalb nur vor den Gottesdiensten und nach Vereinbarung zu besichtigen.
Die neuromanische Kirche St. Katharina, deren Bau 1892–1894 durch das Anwachsen der Gemeinde nötig war, wurde nach Plänen Theodor Kremers mit Westturm, dreischiffigem Langhaus, Querhaus und halbrunder Apsis errichtet. Teile der Ausstattung wie der achteckige Taufstein aus dem 14. Jahrhundert wurden von der alten Kirche übernommen. Sie wurde im Zweiten Weltkrieg schwer beschädigt und nach 1947 mit ersten Bausicherungen allmählich nach Plänen von Rudolf Schwarz wieder aufgebaut. Dabei wurde vor allem der Innenraum neueren Vorstellungen gemäß gestaltet.
Niehl besitzt drei alte Schulhäuser aus preußischer Zeit, die sich in der Halfengasse beziehungsweise an der Merkenicher Straße befinden.

## Bilder

Hafen
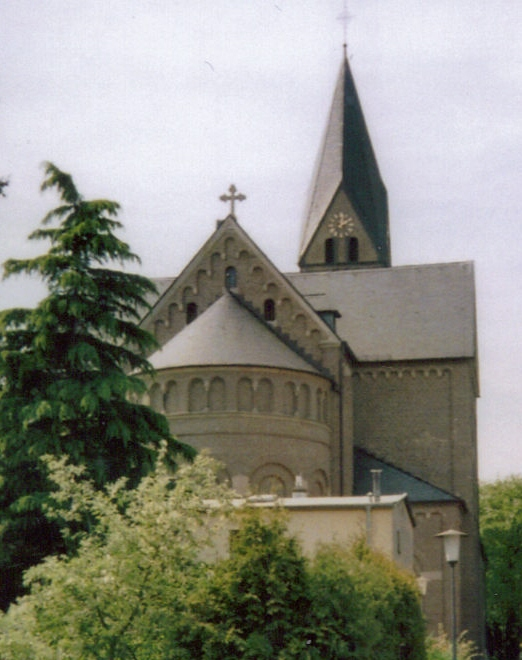
Katholische Kirche St. Katharina
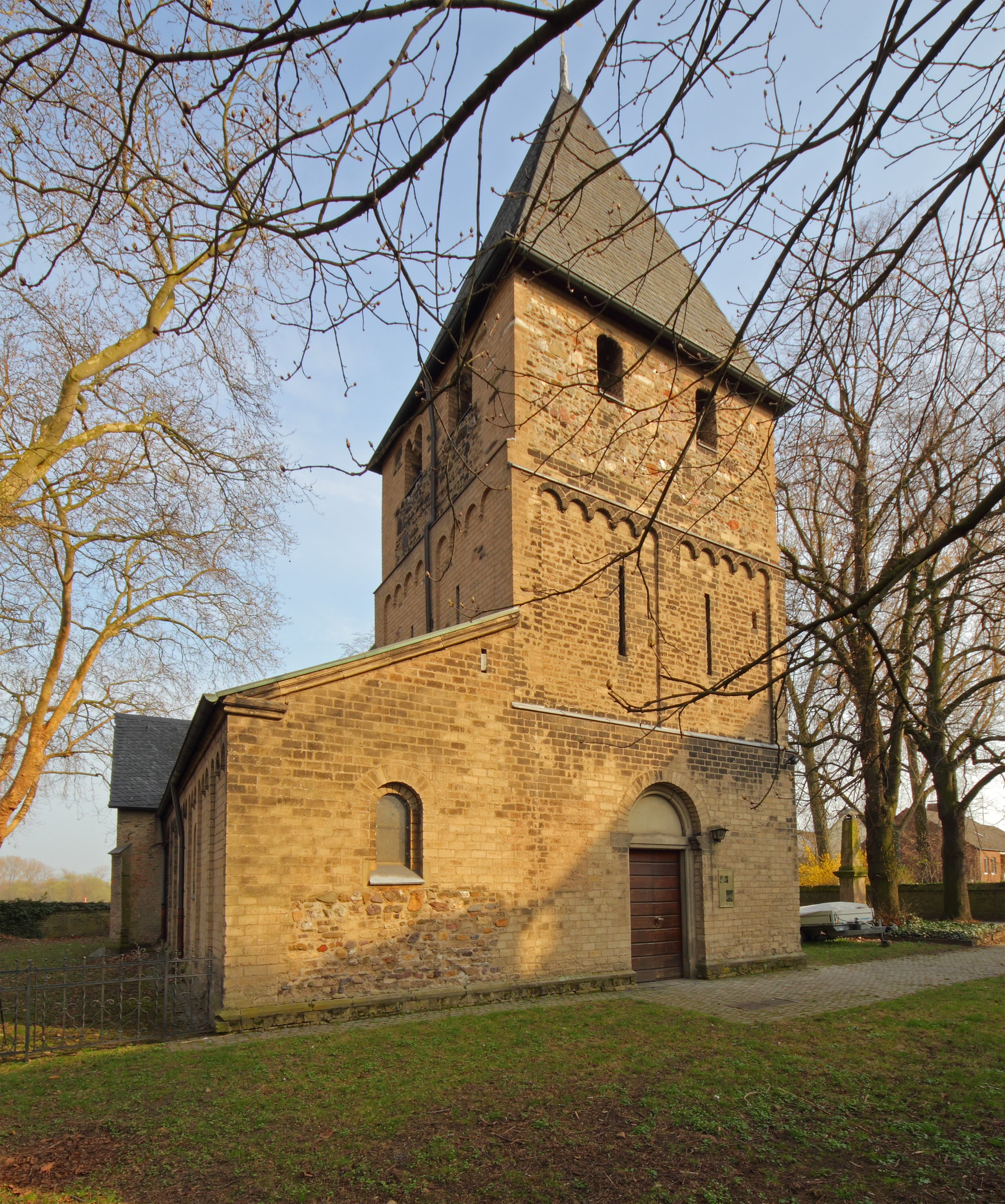
Romanischer Kirchturm
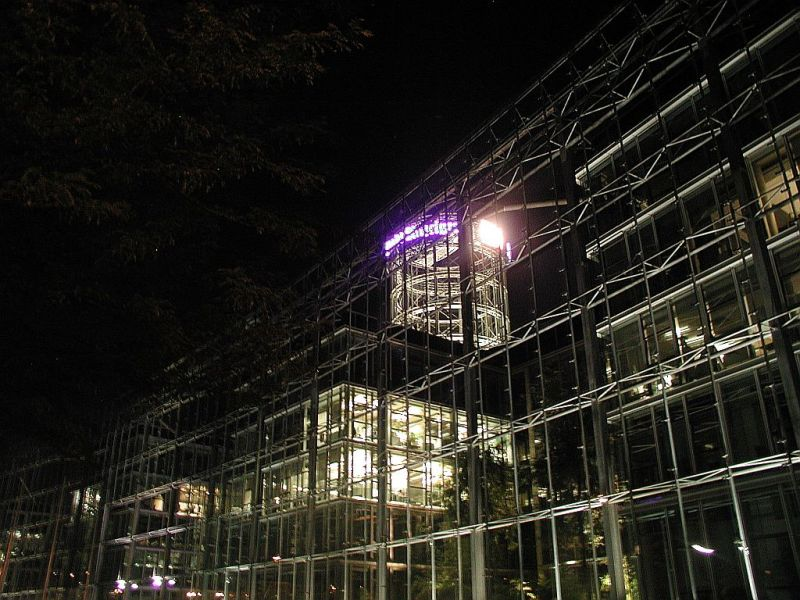
Das Neven-DuMont-Haus an der Ecke Amsterdamer Straße/Friedrich-Karl-Straße bei Nacht
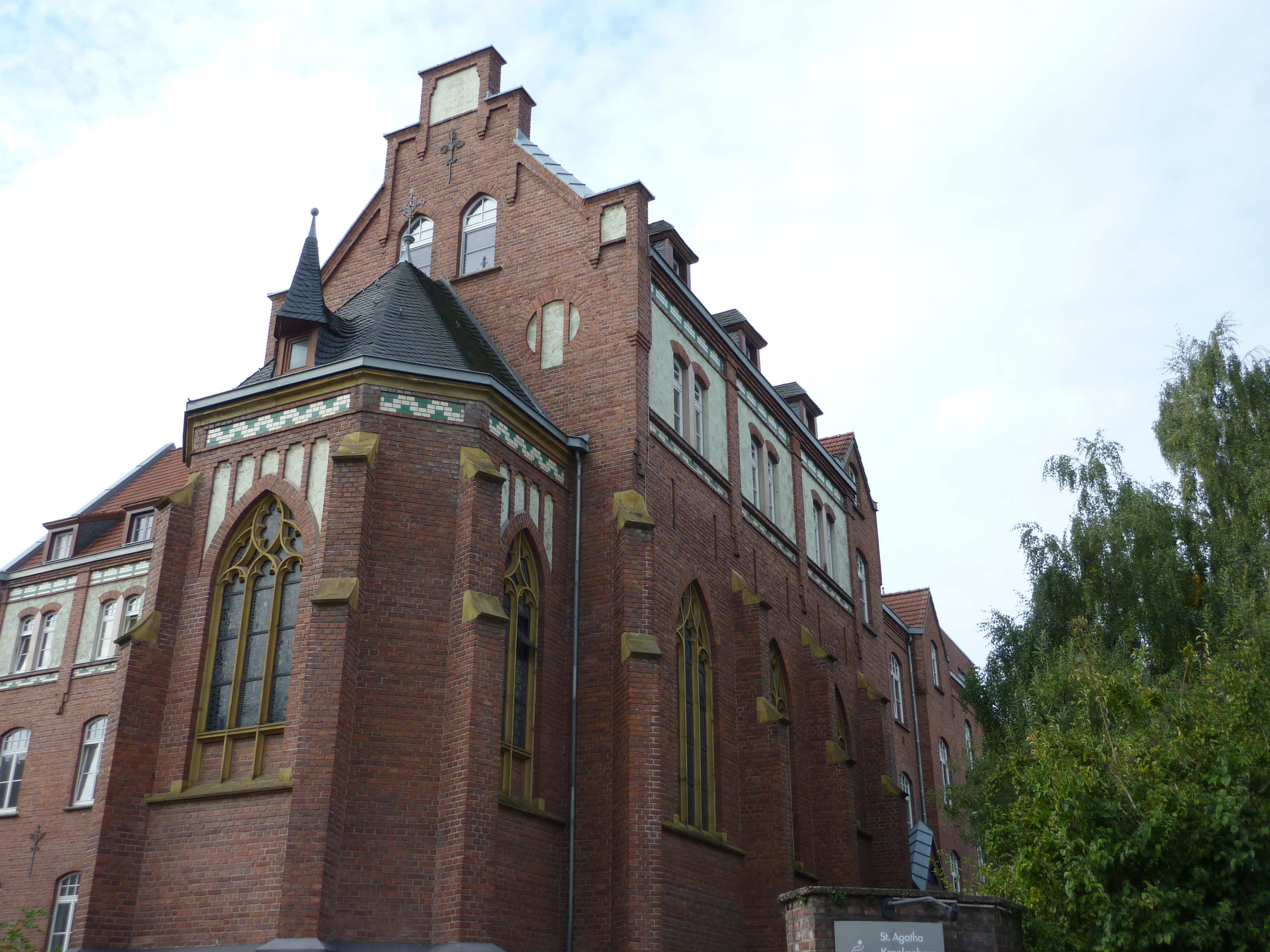
Kapelle des Niehler Krankenhauses St. Agatha